# Ecdeiocoleaceae
Ecdeiocoleaceae D.F.Cutler & Airy Shaw, 1965 è una famiglia di piante erbacee appartenente all'ordine Poales.

## Tassonomia
Il sistema di classificazione APG assegna la famiglia all'ordine Poales nel clade commelinidi, fra le monocotiledoni.
Alla famiglia sono assegnati due generi:
- Ecdeiocolea F.Muell., 1874 (2 specie)
- Georgeantha B.G.Briggs & L.A.S.Johnson, 1998 (1 sp.)

## Distribuzione e habitat
I due generi noti di Ecdeiocoleaceae sono entrambi presenti nel settore sudoccidentale dell'Australia Occidentale.